# Sammi Rotibi
Sammi Rotibi es un actor de cine y televisión nigeriano-estadounidense. Es más conocido por su participación en Django Unchained y Batman v Superman: Dawn of Justice.

## Biografía
Rotibi nació y creció en Lagos, Nigeria, siendo el hijo menor de una familia numerosa. Asistió a centros educativos de su país y de Estados Unidos (Miami y Los Ángeles). Decidió convertirse en actor a los 18 años mientras trabajaba como cajero de banco en Miami y un cliente, dueño de una agencia de talentos, se lo sugirió como profesión.

## Filmografía

### Películas
| Año  | Título                             | Personaje             | Notas             |
| ---- | ---------------------------------- | --------------------- | ----------------- |
| 1998 | Extramarital                       | Tyrone                |                   |
| 2003 | Tears of the Sun                   | Arthur Azuka          | [ 1 ]             |
| 2003 | The Wounded                        | Noa                   | Directo a vídeo   |
| 2004 | Lord of War                        | Andre Baptiste Junior |                   |
| 2006 | Yellow                             | Red                   |                   |
| 2009 | Blue                               | Lamont                |                   |
| 2011 | CIS: Las Gidi                      | Officer Bolaji Ladejo |                   |
| 2011 | Okoto the Messenger                | Mr. Reuben            |                   |
| 2011 | 40-Life                            | Tourist               |                   |
| 2012 | LUV                                | Jamison               |                   |
| 2012 | Maniac                             | Jason                 |                   |
| 2012 | The Punisher: Dirty Laundry        | Goldtooth             | [ 1 ] [ 5 ] [ 6 ] |
| 2012 | Django Unchained                   | Rodney                | [ 1 ]             |
| 2014 | Cru                                | Adisa Ewansiha        |                   |
| 2015 | Bad Asses on the Bayou             | Geoffrey              | Directo a vídeo   |
| 2016 | Batman v Superman: Dawn of Justice | General Amajagh       |                   |
| 2016 | Broken Vows                        | Sam                   |                   |
| 2016 | Blue: The American Dream           | Lamont                | [ 7 ]             |
| 2017 | Once Upon a Time in Venice         | Gigi                  |                   |
| 2018 | The Darkest Minds                  | Paul Daly             | [ 8 ]             |
| 2018 | El Africano                        | Aaron Bello           |                   |
| 2019 | The Obituary of Tunde Johnson      | Adesola Johnson       |                   |
| 2021 | The Forbidden Wish                 | Nate                  |                   |
| 2021 | The Forever Purge                  | Darius                | [ 1 ]             |